# Fepimenta
Foi um evento tradicional que ocorria no mês de abril em Turuçu desde 2001 até 2012. Em 2013 ocorreu a unificação desta com a OktoberFemorango, originando a Festa da Pimenta e do Morango. A Festa da Pimenta  reunia milhares de pessoas no parque de eventos do município onde ocorriam shows de bandas, bailes, apresentações de grupos artísticos, corais e grupos tradicionalistas, mostra de artesanato, podia se apreciar diversos produtos a base de pimenta, inclusive o caldo de pimenta calabresa. Para quem não é afeito a iguaria, também se apresentavam muitos outros pratos e produtos sem o condimento..
Junto à OktoberFemorango, era um dos eventos sazonais que ocorriam na cidade de Turuçu.